# جوليان لوروا
جوليان لوروا (بالفرنسية: Julien Le Roy)‏(1686-1759) صانع ساعات باريسي شهير عاش في القرن الثامن عشر.
ولد لوروا في مدينة تور عام 1686، وفي عمر الثالثة عشر، صنع ساعته الأولى. وفي عام 1699، انتقل إلى باريس ليتدرب على صناعة الساعات. وفي عام 1713، حصل على لقب maitre horloger وتعني «سيد ساعاتي». ثم أصبح مديرًا لجمعية الفنون، إلا أن أهم المناصب تولاهتا تعيينه صانع الساعات الملكي للملك لويس الخامس عشر عام 1739. ظل لوروا يمارس عمله في متجره في شارع هارلي حتى وفاته عام 1759.
هناك الكثير من أعماله في العديد من المتاحف الرئيسية حول العالم، ومنها متحف اللوفر في باريس ومتحف فيكتوريا وألبرت في لندن.